# Askersunds revir
Askersunds revir var ett skogsförvaltningsområde inom Bergslags överjägmästardistrikt, Örebro län som omfattade Edsbergs, Kumla, Hardemo, Grimstens, Sundbo, Askers och Sköllersta härader samt de inom Örebro härad belägna delarna av kronoparkerna Garphyttan och Tysslingen. Reviret, som var indelat i fyra bevakningstrakter, omfattade 1920 27 166 hektar allmänna skogar, varav fem kronoparker med en areal av 12 570 hektar.